# Парламентские выборы в Иране (1956)
Парламентские выборы в Иране 1956 года — выборы в Меджлис 19-го созыва, которые состоялись в начале апреля 1956 года. В результате выборов Националистическая партия получила 71 мест из 136.
Мохаммед Реза Пехлеви, посредством парламентских выборов пытался уменьшить влияние традиционного высшего класса. Шах, опираясь на депутатов парламента нового созыва, рассчитывал на их законодательную поддержку программы реформ. Однако, именно в этот период активизировалась феодальная оппозиция, которая стремилась продвинуть своих кандидатов в парламент.
Состав Меджлиса 19-го созыва: около 65 депутатов — помещики, более 30 — купцы, остальные — военные в отставке и несколько представителей интеллигенции — выходцев из аристократических семей.

## Результат
| Party                            | Votes | % | Seats |
| -------------------------------- | ----- | - | ----- |
| Националистическая партия        |       |   | 71    |
| Мардом                           |       |   | 36    |
| Независимые                      |       |   | 20    |
| Другие партии                    |       |   | 9     |
| Недействительные / пустые голоса |       | - | -     |
| Total                            |       |   | 136   |
| Source: Nohlen et al.            |       |   |       |